# Tillandsia seleriana
Tillandsia seleriana là một loài thuộc chi Tillandsia. Đây là loài bản địa của México.

## Hình ảnh

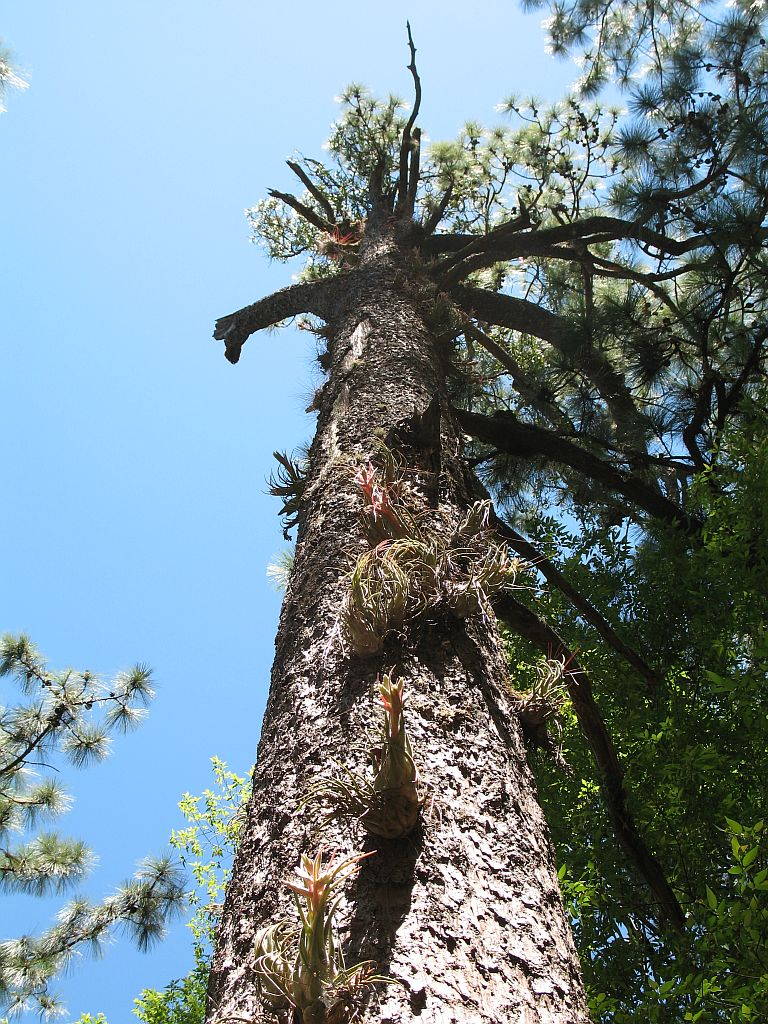
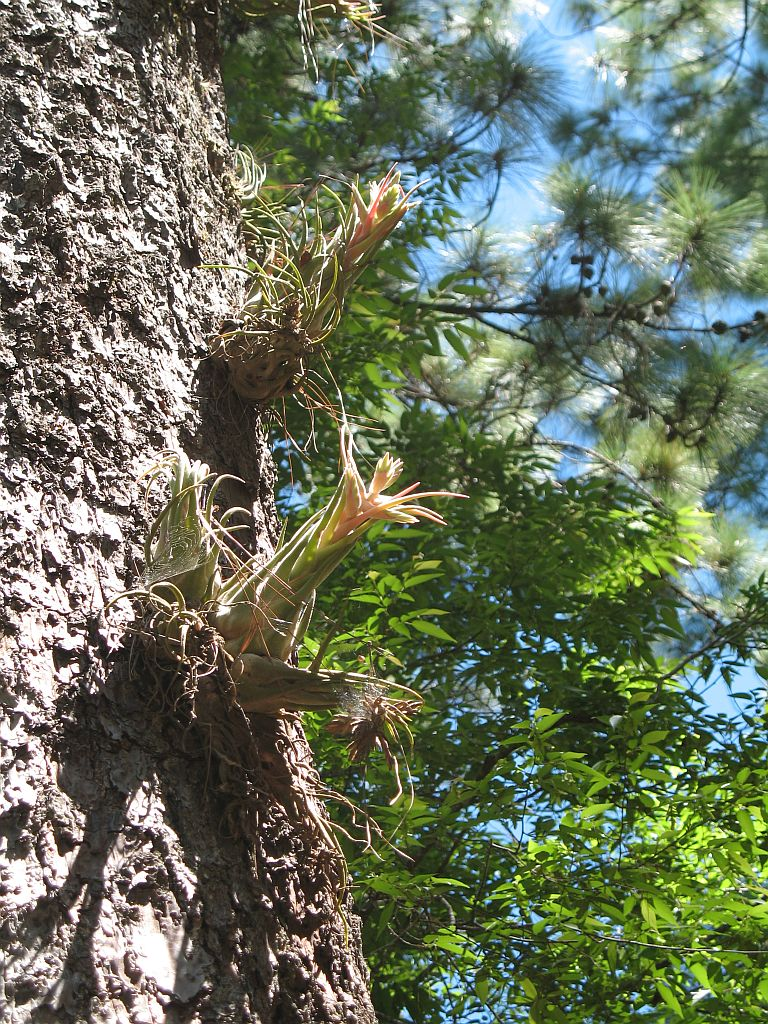

## Giống
- Tillandsia 'Anwyl Ecstasy'
- Tillandsia 'Anwyl Ecstasy #25'
- Tillandsia 'Glenorchy'
- Tillandsia 'Kia Ora'
- Tillandsia 'Peewee'
- Tillandsia 'Purple Passion'
- Tillandsia 'Selerepton'
- Tillandsia 'Squatty Body'
- Tillandsia 'Tiaro'
- Tillandsia 'Tina Parr'